# フェリドゥン・ザイモグル

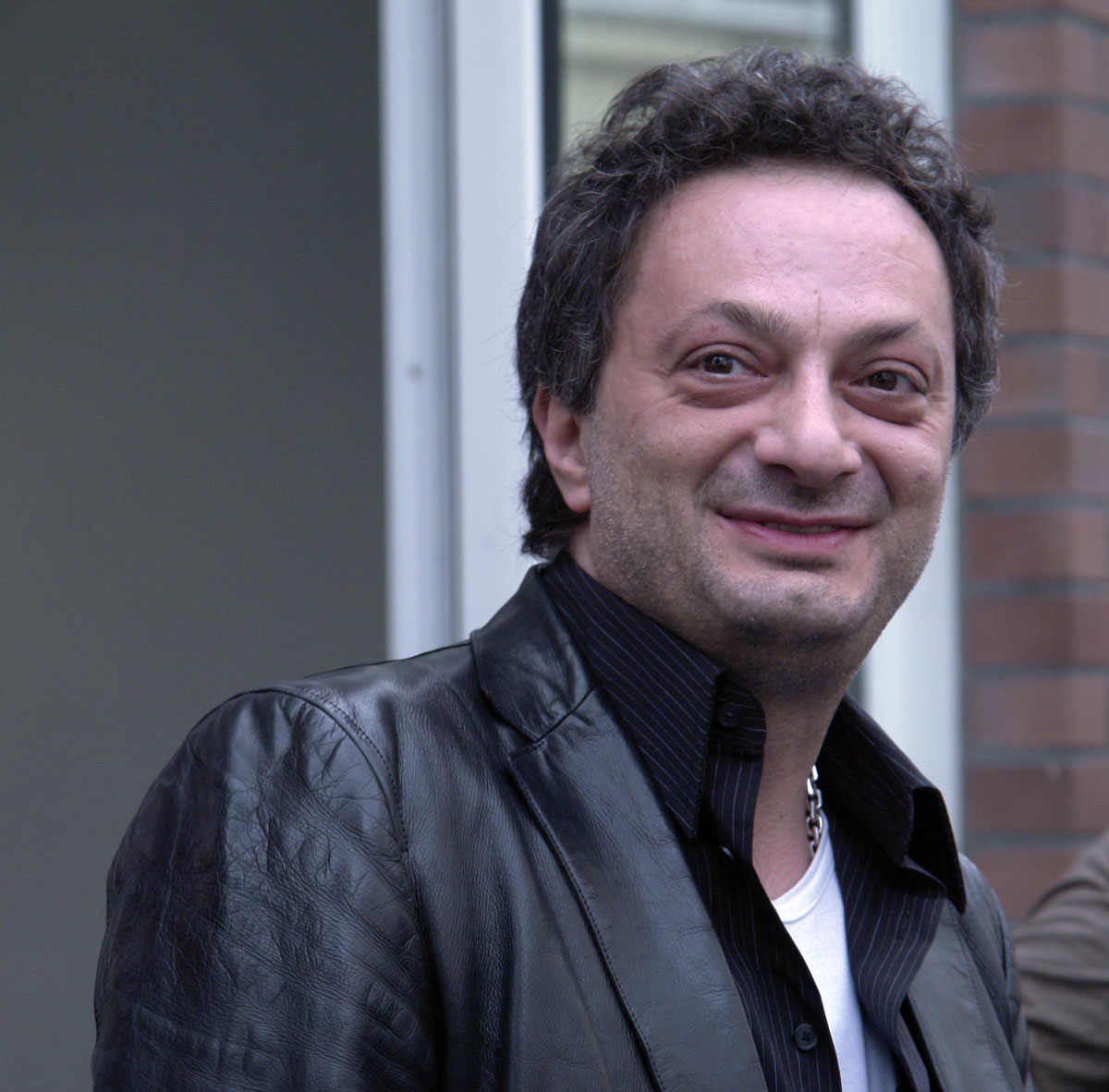
フェリドゥン・ザイモグル

フェリドゥン・ザイモグル（土: Feridun Zaimoğlu、1964年12月4日 - ）はトルコの作家・視覚美術家。
1995年から、ザイモグルは現代ドイツ語詩人を代表する一人になった。彼の作品は、主に在独トルコ系移民の2世・3世について扱っている。

## 来歴
トルコ共和国、ボルに生まれるが、1965年に両親とともに西ドイツへと移住する。1985年まではベルリンやミュンヘンなどに住んでいたが、薬学と芸術を学ぶためにキールに移住してからは、現在に至るまで居を移していない。ザイモグルの評論や文芸批評は、新聞の『ディー・ツァイト』や『ディ・ヴェルト』、『ターゲス・シュピーゲル』、音楽誌『SPEX』といった主要紙に掲載されている。1999年から2000年にかけ、マンハイムの国立劇場に勤務する。2003年にはジルト島で「島の詩人」になり、2004年にはベルリン自由大学に客員研究員として務めた。
1995年、初の単行本作品である『Kanak Sprak』を発表。ザイモグルはこの作品で、ドイツに住むトルコ系の青年が用いる俗語が持つ、本格的でタフで破壊的な力を表現しようと試み、また、彼らトルコ系住民の自信を打ち立てた。
マガンダのグロテスクな姿は――トルコの風刺雑誌にも見られるように――「新しいジェンダー・アイデンティティ、都市の主観性、階級関係を形成する重要な媒体」として登場する（脚注、アイゼ・オンクー(Ayşe Öncü)、187ページ）。彼の本は、グループ「カナク・アタック（"kanak attak、後述）」にインスピレーションをあたえることとなった。
2005年には、「カナク・アタック――トルコによる第三次ウィーン包囲」と題された、トルコ国旗を用いたインスタレーションが、ウィーンのアートギャラリー、クンストハレ・ヴィーンで展示された。これは、オスマン帝国による第二次ウィーン包囲を題材にしたものである。
新刊書である"Leyla"で、ザイモグルはトルコの小さい村での生活を描いている。長年に渡って男性的な作風を貫いてきた彼にとって、初めて女性の視点を取り入れた、一種の「再発明」とも言える作品である。2004年に完成し、2006年に出版されたこの小説は、完成までに1年半を要したと、ザイモグルはインタビューで語っている。

## カナク・アタック
ザイモグルが立ち上げに関わったグループ、カナク・アタックは、「ドイツ社会から人種差別を根絶するという決意を共有する、多様な背景を持つさまざまな人々」からなる「包括的な反人種主義プロジェクト」である。基盤を包括的なものにすることで、あらゆる肌の色や民族のドイツ人が、「民族的自覚・役割についての課題、『我々』と『彼ら』」を終わらせるという目標に向け活動することができるのである。この「『我々』と『彼ら』」という捉え方の放棄は、移民労働者としてドイツにやってきた他の民族に加えて、トルコ系ドイツ人がドイツ社会とドイツ文化に同化するための第一歩のように思われるが、実際にはそうではない。
「カナク・アタック」に代表される、反同化主義的な姿勢は、彼らの著作の随所に表れている。例えば、同グループの立場表明においては、「開かれた社会に『適応』（同化と読む）しようとしない者は、進歩的なドイツに用はない」と主張している人々や集団を明確に拒否している。一方でカナック・アタックは、外国人の文化や背景を排除することなく、進歩的なドイツを実現できると信じている。。また、「『混血』を何らかの形で規制・管理しなければならないという考え方も間違っている」とし、むしろ人種による区別は一切あってはならないと考えている。
この反人種主義団体が直面するもう一つの矛盾は、その方向性においてヒップホップ世代やその闘争・信念と結びつきがあるにもかかわらず、カナック・アタックがヒップホップから距離を置く、特別な措置を講じているという事実である。グループの「精神的指導者」であるフェリドゥン・ザイモグルは、「ヒップホップ世代の権利を奪われた若者たちが話す」のと同じ言葉を彼の著作に用いている。しかしながら、カナック・アタックは「ゲットーの "クールな声 "と見られてはならない」と書いているように、このグループがヒップホップと結びついているという先入観を打ち消す意図があるようだ。繰り返しになるが、カナク・アタックは、「文化産業の商業的ハゲタカ」によって提示されたこの一般論に憤りを見せており、ちょうどグループとそのメンバーに文化的同化や混合を押し付けようとする試みに腹を立てている。このように、カナック・アタックは、同団体の方針にいくつかの矛盾を抱えている。しかし、ドイツ人として生きつつ、自分たちの文化的遺産も保持したいと願う移民の間で、ドイツで高まる反人種主義の動きを代表している。

## 著作
- Kanak Sprak - 1995年 ISBN 3-434-54518-2
- Abschaum - 小説、1997年 ISBN 3-434-54509-3 (2000年に"Kanak Attack"として映画化)
- Koppstoff - 1999年 ISBN 3-88022-674-1
- Liebesmale, scharlachrot - 小説、2000年 ISBN 3-462-03097-3
- Kopf und Kragen - 2001年 ISBN 3-596-15290-9
- German Amok - 小説、2002年 ISBN 3-596-15851-6
- Leinwand - 小説、2003年 ISBN 3-434-53080-0
- Twelve Grams of Happiness - 物語、2004年
- Leyla - 小説、2006年 ISBN 3-462-03696-3

## 受賞歴
- 1997年 CIVISメディア賞（英語版）
- 1998年 脚本賞 - ドイツ・シュレースヴィヒ=ホルシュタイン州
- 2002年 フリードリヒ・ハッベル賞（ドイツ語版）
- 2004年 "Häute"（『皮革』、"Zwölf Gramm Glück"収録）でインゲボルグ・バッハマン賞（ドイツ語版、英語版）
- 2005年 シャミッソー賞
- 2005年 ローマ・ヴィラ・マッシモ（英語版）特別研究員
- 2005年 ピルマゼンス・フーゴ・バル賞
- 2007年 カール・アメリー文学賞（英語版）